# 1924-es indianapolisi 500
A 12. alkalommal megrendezett Indianapolisi 500 mérföldes versenyt 1924. május 30-án rendezték meg.
| Helyezés | Rajthely | Rajtszám | Versenyző             | Qual    | Rank | Körök száma | Élen | Kiesés oka |
| -------- | -------- | -------- | --------------------- | ------- | ---- | ----------- | ---- | ---------- |
| 1        | 21       | 15       | Joe Boyer L. L. Corum | 93.330  | 16   | 200         | 25   | Running    |
| 2        | 6        | 8        | Earl Cooper           | 103.900 | 6    | 200         | 119  | Running    |
| 3        | 1        | 2        | Jimmy Murphy          | 108.030 | 1    | 200         | 56   | Running    |
| 4        | 2        | 4        | Harry Hartz           | 107.130 | 2    | 200         | 0    | Running    |
| 5        | 4        | 3        | Bennett Hill          | 104.840 | 4    | 200         | 0    | Running    |
| 6        | 13       | 12       | Peter DePaolo         | 99.280  | 13   | 200         | 0    | Running    |
| 7        | 16       | 14       | Fred Comer            | 92.880  | 17   | 200         | 0    | Running    |
| 8        | 15       | 6        | Ira Vail              | 96.400  | 15   | 200         | 0    | Running    |
| 9        | 9        | 32       | Antoine Mourre        | 99.490  | 9    | 200         | 0    | Running    |
| 10       | 18       | 19       | Bob McDonogh          | 91.550  | 19   | 200         | 0    | Running    |
| 11       | 7        | 18       | Jules Ellingboe       | 102.600 | 7    | 200         | 0    | Running    |
| 12       | 11       | 7        | Jerry Wonderlich      | 99.360  | 11   | 200         | 0    | Running    |
| 13       | 8        | 16       | Cliff Durant          | 101.610 | 8    | 199         | 0    | Out of gas |
| 14       | 19       | 26       | Bill Hunt             | 85.040  | 21   | 191         | 0    | Flagged    |
| 15       | 17       | 31       | Ora Haibe             | 92.810  | 18   | 182         | 0    | Flagged    |
| 16       | 20       | 28       | Alfred E. Moss        | 85.270  | 20   | 177         | 0    | Flagged    |
| 17       | 22       | 27       | Fred Harder           | 82.770  | 22   | 177         | 0    | Flagged    |
| 18       | 5        | 9        | Joe Boyer             | 104.840 | 5    | 176         | 0    | Crash T1   |
| 19       | 14       | 1        | Eddie Hearne          | 99.230  | 14   | 151         | 0    | Fuel line  |
| 20       | 12       | 21       | Frank Elliott         | 99.310  | 12   | 149         | 0    | Gas tank   |
| 21       | 3        | 5        | Tommy Milton          | 105.200 | 3    | 110         | 0    | Gas tank   |
| 22       | 10       | 10       | Ernie Ansterberg      | 99.400  | 10   | 2           | 0    | Crash T2   |